# ビクトリア・ヌーランド

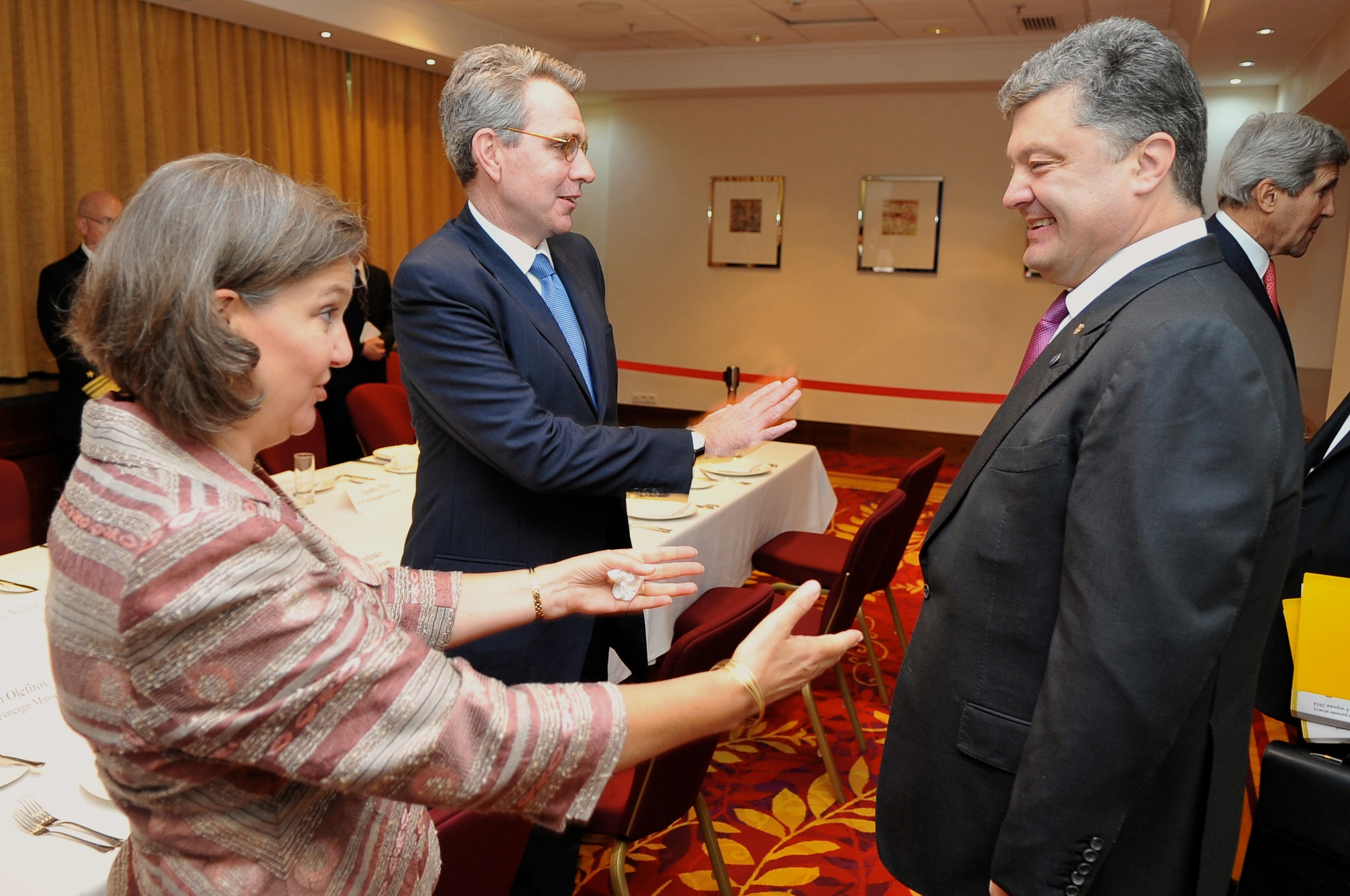
ペトロ・ポロシェンコを迎えるジェフ・パイアットとヌーランド（2014年6月4日、ワルシャワ）

ヴィクトリア・ジェーン・ヌーランド（Victoria Jane Nuland、1961年7月1日 - ）は、アメリカの外交官。2021年から2024年までアメリカ合衆国国務次官（政治担当）、2013年から2017年まで欧州・ユーラシア担当国務次官補、2005年から2008年まで第18代NATO大使、2011年6月16日から2013年2月11日まで国務省報道官を務めた。日本の報道では主に「ヌランド報道官」として報じられた。

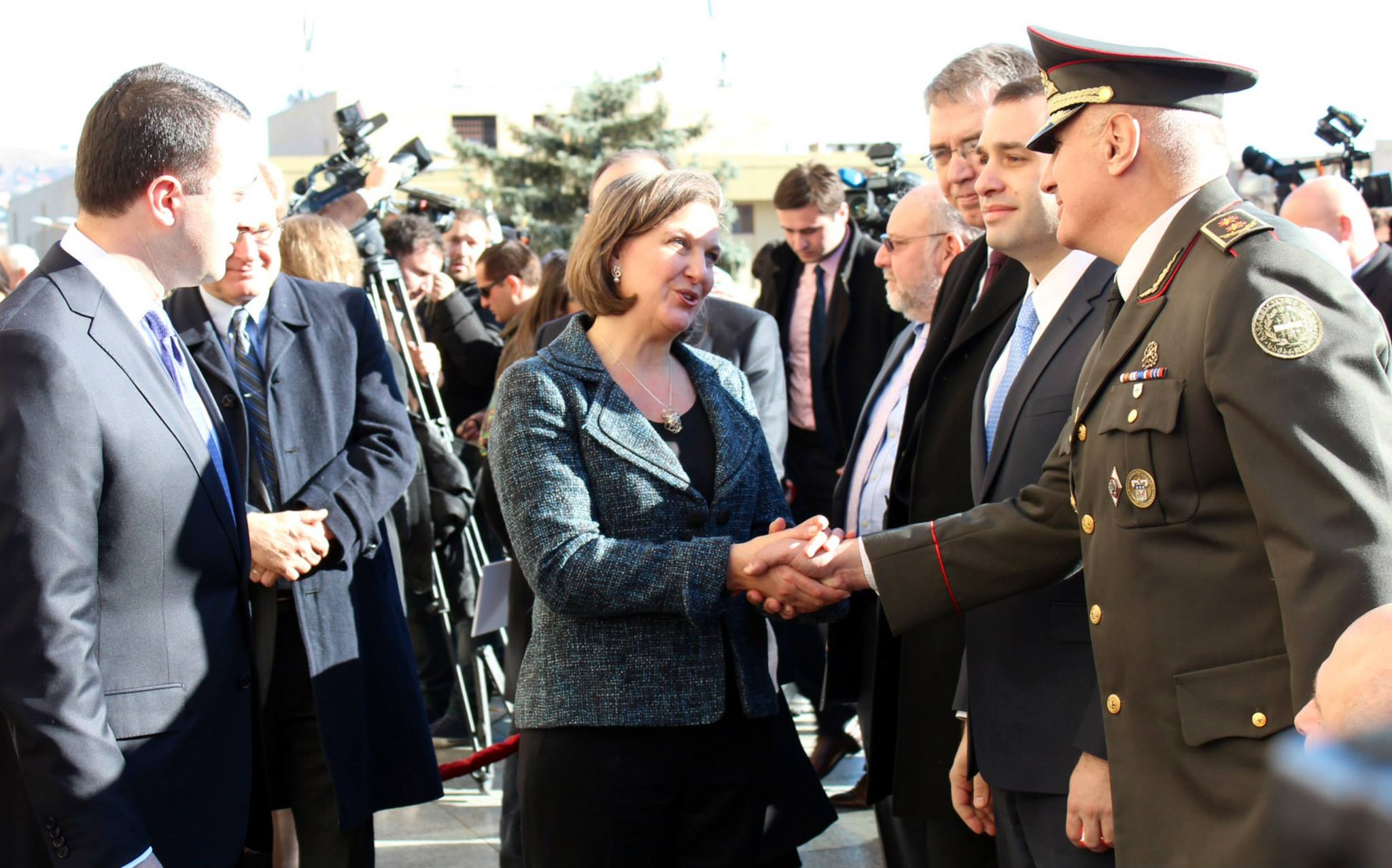
ジョージア国防省トップと会談するヌーランド（2013年12月6日）

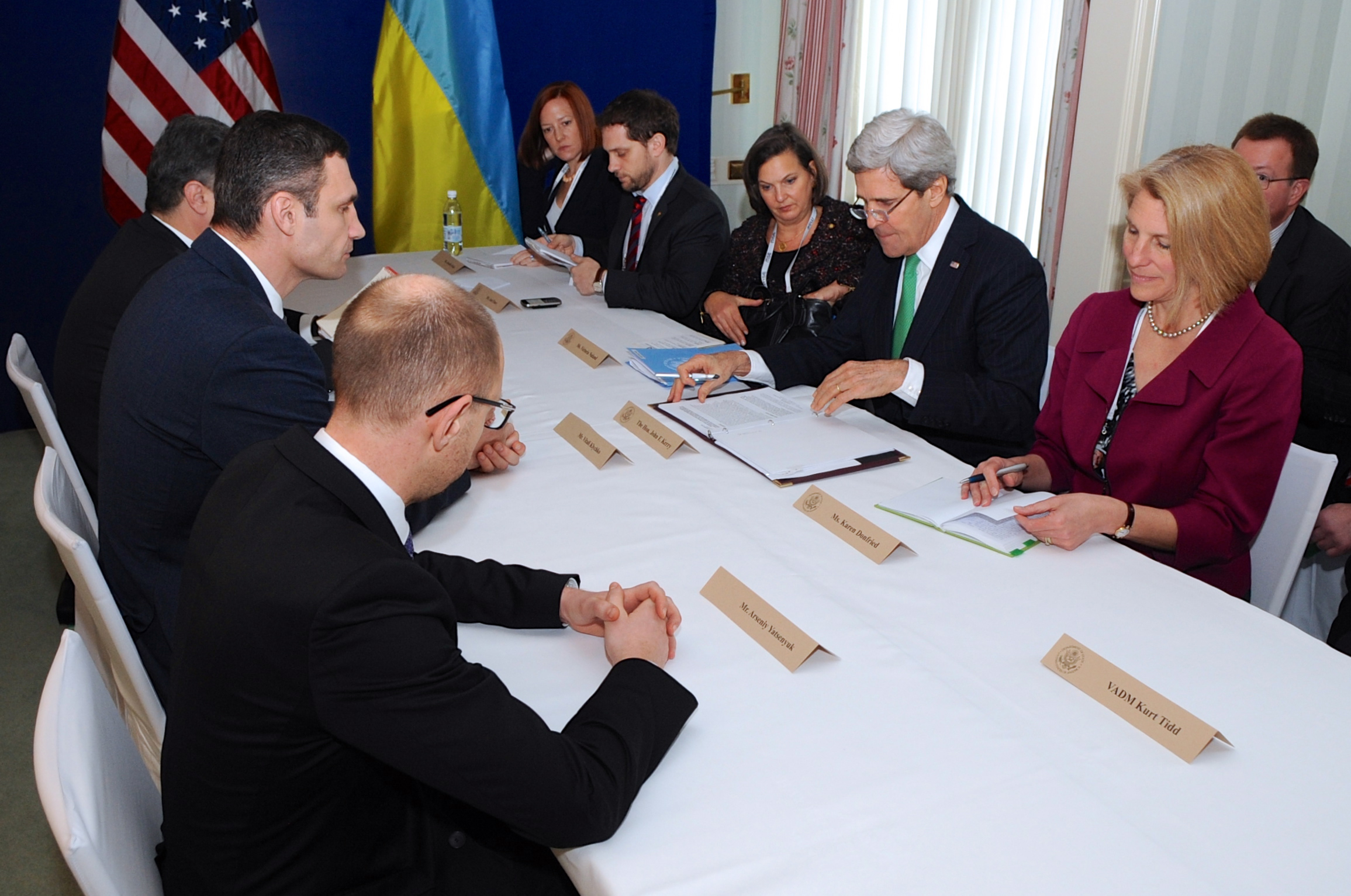
ペトロ・ポロシェンコ、アルセニー・ヤツェニュク、ビタリ・クリチコと会談するジョン・ケリーとヌーランド（2014年2月1日、ミュンヘン）

ヌーランドは、米国外務省で最高の外交官階級であるキャリア大使の地位にあった。彼女は、2018年1月から2019年初めまで務めた新アメリカ安全保障センター（CNAS）の前CEOであり、イェール大学の大戦略におけるブレイディ・ジョンソン特別専門家であり、全米民主主義基金の理事でもある。ブルッキングス研究所外交政策プログラムの非常勤フェロー、オルブライト・ストーンブリッジ・グループのシニア・カウンセラーを務めた。
ウェンディ・シャーマンの退任に伴い、国務副長官代行を務めた。
夫は歴史家でブルッキングズ研究所上席フェローのロバート・ケーガンで、子供が2人いる。

## 経歴
1961年ニューヨーク州ニューヨークシティに生まれる。父は、ヌーデルマンという姓を持つベッサラビアからの東欧系ユダヤ人移民の間に生まれた外科医で生命倫理学者、イェール大学医学部教授シャーウィン・B・ヌーランドで、母はクリスチャンでイギリス出身のローナ・マクハン（旧姓ゴールストン）である。アメリアとウィリアムという2人の異母兄妹がいる。
1979年にチョート・ローズマリー・ホールを卒業。1983年にブラウン大学で文学士号を取得し、ロシア文学、政治学、歴史学を学んだ。

## キャリア
ブラウン大学を卒業後、アメリカ国務省に入省。外交官として、在広州アメリカ合衆国総領事館（1985年-1986年）、国務省東アジア・太平洋局（1987年）、在モンゴルアメリカ合衆国大使館（1988年）、在ソ連（現・ロシア）アメリカ合衆国大使館（1988年-1996年、ソ連担当デスク（1988年-1990年）、内政担当（1991年-1993年））。

### クリントン政権
ビル・クリントン大統領時代の1993年から1996年まで、ストローブ・タルボット国務副長官の首席補佐官を務めた後、旧ソ連問題担当副長官、国務省フェロー（1996年-1997年）、外交問題評議会フェロー（1999年-2000年）、アメリカ合衆国北大西洋条約機構常任委員次席代表（2000年-2003年）。

### ブッシュ政権
国家安全保障問題担当大統領補佐官首席次官（2003年-2005年）、第18代北大西洋条約機構アメリカ合衆国常任代表（NATO大使）（2005年-2008年）としてアフガニスタンへのNATOの介入に対する欧州の支持の結集に力を注いだ。国防大学教官（2008年-2009年）。

### オバマ政権
欧州通常戦力制限条約担当特使（2010年-2011年）、米国務省報道官（2011年6月-2013年2月）を務め、
、その後、米国務省報道官（2011年6月-2013年2月）を務めジェン・サキに引き渡された。2013年5月、欧州・ユーラシア担当の国務次官補に指名され、2013年9月18日に就任した。国務次官補として、彼女は欧州・ユーラシアの50カ国、NATO、欧州連合、欧州安全保障協力機構との外交関係を管理していた。

### ウクライナ
2014年にはウクライナのキーウを訪問し、ビクトル・ヤヌコビッチ大統領と会談してウクライナ情勢に深く関与した。彼女は「尊厳の革命」の主導的な米国側の指南役であり、2014年に10億ドルの融資保証を含むウクライナへの融資保証を確立し、ウクライナ軍と国境警備隊への非致死的支援を提供した。ジョン・ケリー国務長官やアシュトン・カーター国防長官とともに、彼女はウクライナへの防衛兵器供与の主要な支持者とみなされている。2016年、ヌーランドはウクライナに対し、汚職官僚の訴追を開始するよう促した： 「あまりにも長い間ウクライナの住民から金をむしり取ってきた人々を拘束し始め、腐敗という癌を根絶する時が来た」。ウクライナ危機に関する国務省の首席外交官を務めていたとき、ヌーランドはヨーロッパの同盟国に対し、ロシアの拡張主義に対してより強硬な姿勢を取るよう働きかけた。
2014年2月4日、ヌーランドとジェフリー・パイアット駐ウクライナ米国大使の間で2014年1月28日に交わされた電話内容が盗聴されYouTubeで公開された。その内容は、ヌーランドとパイアットは、次のウクライナ政府に誰が入るべきか、あるいは入るべきでないと考えるか、また、さまざまなウクライナの政治家について意見を交わした。ヌーランドはパイアットに、アルセニー・ヤツェニュクがウクライナの次期首相になる最有力候補だろうと語った。ヌーランドは、政治的解決にはEUではなく国連が関与すべきだと提案し、「EUなんてクソくらえだ」と付け加えた。翌日、ドイツ連邦政府の副政府報道官兼報道情報局副局長のクリスティアン・ヴィルツは、ドイツのアンゲラ・メルケル首相がヌーランドの発言を「絶対に受け入れられない」とする声明を発表した。また、欧州理事会のヘルマン・ファン・ロンパウ議長は、この発言を「容認できない」と非難した。この発言に対してヌーランドはEUに謝罪した。
国務省のジェン・サキ報道官は、この議論は政治的結果に影響を与えようとするアメリカの計画の証拠ではないとし、「最近の出来事や申し出、現地で起きていることについて、どの時点で議論があったとしても驚くことではない」と発言した。
2016年6月7日、上院外交委員会の「国境、条約、人権に対するロシアの侵害」と題された公聴会で、ヌーランドは旧ソ連に対する米国の外交的働きかけと、ロシアとの建設的な関係を築くための努力について説明した。証言の中で、ヌーランドは2014年の事実上のロシアによるウクライナ介入について言及し、「このクレムリンが国際法を守ろう、あるいは冷戦終結時にロシアが加盟した制度のルールに従って生きようという、残っていた幻想を打ち砕いた」と述べた。
一方、2015年のイラン核合意の交渉にも参加して足跡を残した。

### トランプ政権
2016年アメリカ合衆国大統領選挙で第1次トランプ政権が誕生したことにより下野。
2018年1月24日、ワシントン・ポスト紙はヌーランドへのインタビューを掲載し、ドナルド・トランプ大統領とレックス・ティラーソン国務長官の仕事について意見を述べた。彼女は、外務官僚の流出と国務省内の機能不全について述べ、アメリカの司法とメディアは攻撃を受けていると述べた。ヌーランドはまた、アメリカの孤立主義の傾向を批判し、次のように述べた。「われわれが撤退し、それぞれの国はそれぞれの国のためにと言うとき、国際システムにおける領土的地位や影響力、あるいはシステムそのものに不満を持つ国々に門戸を開くことになる。軍事的な解決策だけでは、より多くの、より長い軍事的なもつれになると、軍の指導者たちは最初に言うでしょう。アメリカの外交官や政治指導者の役割は、軍事と並行して、われわれが持っているすべての政治的手段を駆使することである」。
2018年1月、トランプ政権はロシア軍最高司令官ワレリー・ゲラシモフ将軍と欧州連合軍司令部最高司令官カーティス・スカパロッティ将軍の会談を予定することで、ロシア政府高官との新たなハイレベルの関与を開始した。ヌーランドは、「首脳レベルの関係が予測不可能な今、こうしたチャンネルは特に重要だ」、スカパロッティはロシアの「ウクライナにおける継続的な軍事的役割、中距離核戦力全廃条約（INF）違反、大西洋横断民主主義を弱体化させるための積極的な措置、そして米国とその同盟国がより強力な抑止力措置を講じるよう駆り立てているその他の戦略的緊張」に関する懸念に対処する「ユニークな立場にある」と述べた。
ハーバード大学で教鞭を取っていたが、2020年アメリカ合衆国大統領選挙でバイデン政権が誕生すると、2021年に国務次官（政治担当）に復帰した。

### バイデン政権
2021年1月5日、ジョー・バイデン次期大統領が、国務長官に指名されたアントニー・ブリンケンの下で、ヌーランドを国務次官（政治担当）に指名すると報じられた。 ヌーランド指名に関する公聴会は、2021年4月15日に上院外交委員会で開かれた。同委員会は2021年4月21日、ヌーランドの指名を好意的に報告した。2021年4月29日、ヌーランドの指名は上院で全会一致で承認され、2021年5月3日から国務次官として執務を開始した。
2021年7月、ワシントンでベラルーシの野党指導者スヴャトラーナ・ツィハノウスカヤと会談した。 2022年3月、ロシアがウクライナ侵攻の際にウクライナの生物学研究施設を掌握することへの懸念を表明した。
2022年3月、デリーを訪問し、「インドにおける考え方の進化」を示唆した。彼女は、アメリカとヨーロッパはインドの「防衛と安全保障のパートナー」であるべきであり、ロシアのウクライナ侵攻は「独裁と民主主義の闘いにおける大きな変曲点」を示していると述べた。
2022年7月25日、安倍晋三銃撃事件の発生を踏まえて日本を訪問。弔問外交を行った。帰路、同月27日には韓国を訪問している。
2023年7月28日、ウェンディ・ルース・シャーマン国務副長官が退任したため、ヌーランドが国務副長官代行に就任。
2024年3月5日、国務省より国務次官を近く退任すると発表される。

## 人物
流暢なロシア語とフランス語を話し、中国語も理解できる。
夫であるロバート・ケーガンは歴史家で、ブルッキングス研究所の外交政策評論家であり、1998 年に新アメリカ世紀のためのネオコンプロジェクト (PNAC) の共同創設者となった。

## 日本に関連する発言
- 2012年8月15日、尖閣諸島問題について「尖閣諸島問題を平和的に解決することを期待する。いかなる挑発（香港の活動家の尖閣諸島不法侵入）行為もその役には立たない」とコメントした[57]。
- 2012年8月20日、シリアアレッポで殉職したジャーナリストの山本美香について同年8月21日の記者会見で「私たちは遺族に思いを寄せている」とコメントし、追悼の意を示した[58]。
- 2013年2月6日、2月5日の記者会見にて尖閣諸島問題で中国側が日本の海上自衛隊の船艦にレーダーを照射したことについて「平和と安定及び経済成長を阻害しかねない」とコメントした[59]。

## ウクライナに関する発言
2014年2月、ジェフ・パイアット駐ウクライナ大使との通話内容がYouTubeに投稿された。そこでは2013年末からのウクライナの政情不安についての議論がなされ、ウクライナの今後の体制はアルセニー・ヤツェニュク政権の発足が望ましいものとされ、ビタリ・クリチコやオレグ・チャグニボクの排除が合意された。その場でヌーランドは国連によるウクライナへの介入を支持し、ヌーランドの意にそぐわないEUを「Fuck the EU（EUなんか、くそくらえ）」と侮蔑する発言をした。これによりウクライナやロシアから、アメリカのウクライナに対する内政介入を批判する声が上がっている。米国務省のサキ報道官はこの会話内容が本物であることを認め、2月6日にヌーランドはEU側に謝罪したと発表した。
また、2013年12月には、ウクライナを巡る会議において「米国は、ソ連崩壊時からウクライナの民主主義支援のため50億ドルを投資した。」と発言している。